# William D'Altri
William D'Altri (Cesena, 4 agosto 1913 – Lechemti, 27 giugno 1936) è stato un militare italiano insignito della medaglia d'oro al valor militare.

## Biografia
Dopo essersi diplomato presso la Regia Scuola Industriale di Cesena (oggi Scuola Professionale “Ubaldo Comandini”), il 17 febbraio 1933 si arruolò nella Regia Aeronautica. Dopo aver frequentato la Scuola specialista come allievo motorista, nel dicembre 1933 viene assegnato alla 2ª zona aerea territoriale di Parma ed inviato all'Aeroporto di Ferrara ad una Squadriglia di Bombardamento. In seguito alla promozione ad aviere scelto nel luglio 1934, chiese di partire come volontario per l'Africa orientale, sbarcando a Massaua il 16 dicembre. Nel febbraio 1936 diviene primo aviere e viene assegnato all'Aeroporto di Macallè nella 6ª Squadriglia sui Caproni Ca.133, partecipando a numerose azioni di guerra, tra cui quelle di Tembien, Amba Aradam e Ascianghi.
Il 13 Aprile 1936 a bordo dell’apparecchio pilotato dal Tenente Colonnello Umberto Baistrocchi partecipava ad un volo dimostrativo su Adis Abeba, effettuato con una formazione di 23 apparecchi fra i quali i componenti della 15ª Squadriglia da bombardamento Caproni “la Disperata” del Capitano Galeazzo Ciano.
Il 26 giugno 1936 partecipò alla spedizione aerea di Vincenzo Magliocco e Antonio Locatelli perita nell'eccidio di Lechemti.
In memoria di William D'Altri è dedicato un busto situato in viale Giosuè Carducci a Cesena.